# ATP5J
ATP5J (англ. ATP synthase, H+ transporting, mitochondrial Fo complex subunit F6) – білок, який кодується однойменним геном, розташованим у людей на короткому плечі 21-ї хромосоми. Довжина поліпептидного ланцюга білка становить 108 амінокислот, а молекулярна маса — 12 588.
| 10         |  | 20         |  | 30         |  | 40         |  | 50         |
| ---------- |  | ---------- |  | ---------- |  | ---------- |  | ---------- |
| MILQRLFRFS |  | SVIRSAVSVH |  | LRRNIGVTAV |  | AFNKELDPIQ |  | KLFVDKIREY |
| KSKRQTSGGP |  | VDASSEYQQE |  | LERELFKLKQ |  | MFGNADMNTF |  | PTFKFEDPKF |
| EVIEKPQA   |  |            |  |            |  |            |  |            |

A: Аланін

D: Аспарагінова кислота

E: Глутамінова кислота

F: Фенілаланін

G: Гліцин

H: Гістидин

I: Ізолейцин

K: Лізин

L: Лейцин

M: Метіонін

N: Аспарагін

P: Пролін

Q: Глутамін

R: Аргінін

S: Серин

T: Треонін

V: Валін

Кодований геном білок за функцією належить до фосфопротеїнів. 
Задіяний у таких біологічних процесах, як транспорт іонів, транспорт, транспорт протонів, ацетилювання, альтернативний сплайсинг. 
Локалізований у мембрані, мітохондрії, внутрішній мембрані мітохондрії.